# 法泉寺 (秩父市)

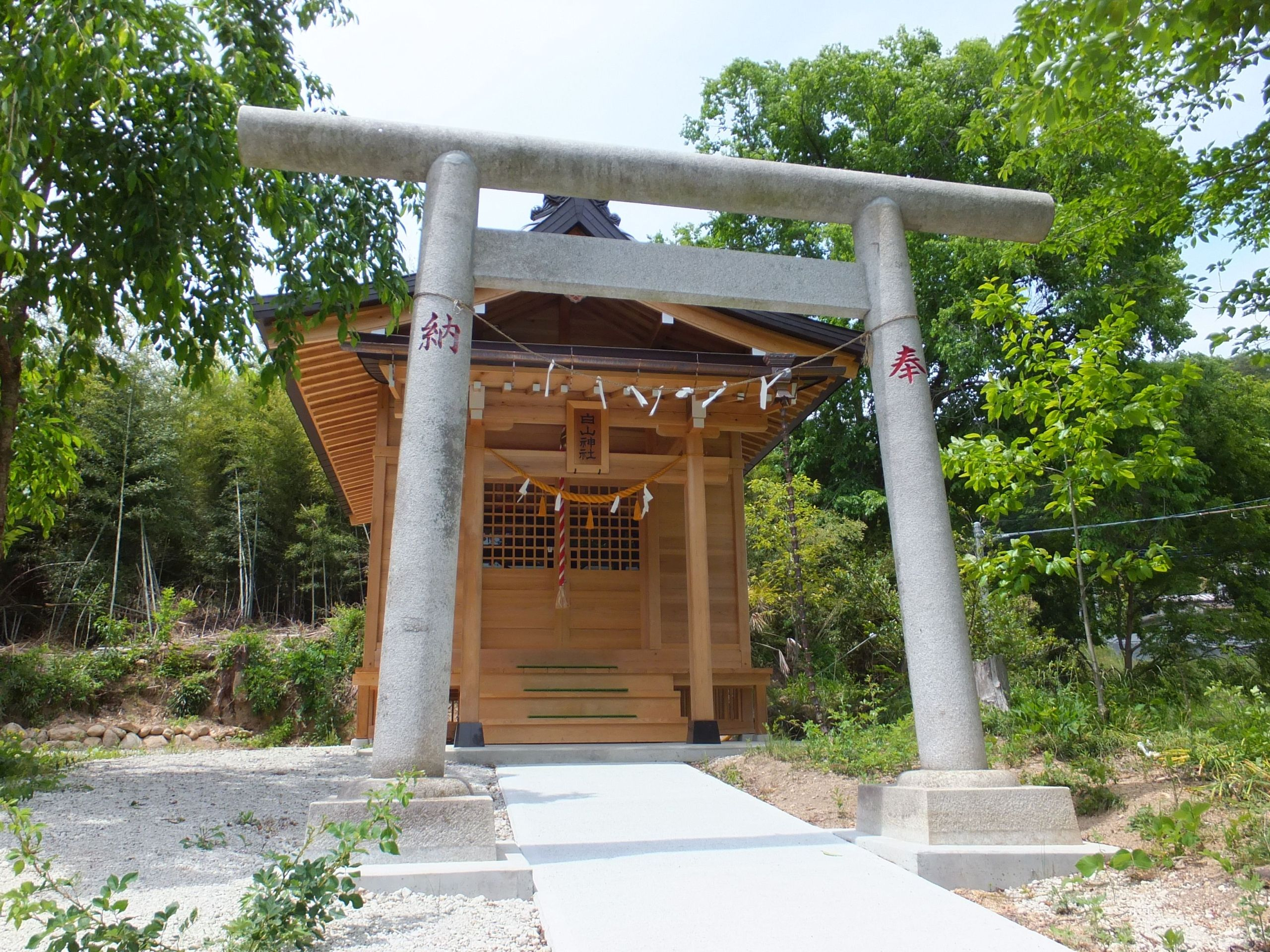
白山神社

法泉寺（ほうせんじ）は、埼玉県秩父市にある臨済宗南禅寺派の寺院で、山号は光智山と号する。
本尊真言：おん あろりきゃ そわか
御詠歌：天照らす神の母祖の色かへて なおもふりぬる雪の白山

## 歴史
723年（養老7年）、泰澄によって開山された。泰澄が当地を訪れた際に、毘盧遮那仏のお告げを聴き、加賀国（現・石川県）の白山から白山権現を勧請したのが起源であるという。
中世以降、修験道の寺となった。しかし明治初期の神仏分離と修験禁止令により、修験道の当寺は打撃を受けた。そのため、改めて臨済宗南禅寺派の寺として再出発をすることになった。

## 文化財
- 札所24番 光智山法泉寺（秩父市指定史跡 昭和40年1月25日指定）[3]

## 交通アクセス
- 西武秩父駅または秩父駅より西武観光バス「花見の里循環」にて「札所二十四番」下車 徒歩5分、「ミューズパーク線」にて「巴町」下車 徒歩20分
- 二十三番札所音楽寺より徒歩45分

## 前後の札所
秩父札所（江戸巡礼古道）
23 音楽寺 -- 24 法泉寺 -- 24 久昌寺